# 소피 루비
《소피 루비》(영어: Sofy Ruby, 중국어: 蘇菲露比)는 손오공, 초이락컨텐츠팩토리, (주)픽셀플래넷 등에서 공동으로 제작한 한국의 3D 애니메이션이다. 플라워링 하트처럼 변신으로 다양한 직업을 체험하는 것이 주 내용이다.

## 내용
평범한 소녀 루비가 마법의 스케치북을 이용해 미션 카드에 나온 직업으로 변신하는 만화이다.파트너는 스피넬 왕자다. 둘이 함께 마을에 일어나는 문제들을 해결해 나간다.

## 에피소드
| 회차       | 제목                                            | 방송 일자                        | 변신 직업                                       |
| ---------- | ----------------------------------------------- | -------------------------------- | ----------------------------------------------- |
| 1화        | 내 이름은 소피, 루비! 달콤한 예술               | 2016년 8월 30일                  | 나무 의사슈가크래프터                           |
| 2화        | 동물을 부탁해!뚱뚱한 것은 누구의 탓?            | 2016년 9월 6일2016년 9월 13일    | 수의사변호사                                    |
| 3화        | 학교 뒷산에 보물이 있어요두근두근 비밀의 목소리 | 2016년 9월 20일2016년 9월 27일   | 고생물학자라디오 DJ                             |
| 4화        | 태풍 조심하세요마법의 캠핑카                    | 2016년 10월 4일2016년 10월 11일  | 기상캐스터야생동물 재활치료사                   |
| 5화        | 반짝반짝 별빛 캠프집에 돌아가고 싶어!           | 2016년 10월 18일2016년 10월 25일 | 별자리 해설사보석 감정사                        |
| 6화        | 왕자님을 지켜라!꼬마 목수가 된 아띠             | 2016년 11월 1일2016년 11월 8일   | 경호원목수                                      |
| 7화        | 찾아가는 쿠키트럭                               | 2016년 11월 15일2016년 11월 22일 | 외식산업 컨설턴트                               |
| 8화        | 아쿠아리스트, 소피더 예쁘게, 더 멋지게!         | 2016년 11월 29일2016년 12월 6일  | 아쿠아리스트사진 작가                           |
| 9화        | 꽃차를 만들어요꼬마 왕자의 위기                 | 2016년 12월 13일2016년 12월 20일 | 꽃차 마이스터요리평론가                         |
| 10화       | 비밀 이야기                                     | 2016년 12월 27일2017년 1월 3일   | 메이크업 아티스트(소피), 경호원(스피넬)         |
| 11화       | 특종을 찾아라!불꽃놀이를 즐겨요                 | 2017년 1월 10일2017년 1월 17일   | 기자(스피넬)불꽃놀이 연출가                     |
| 12화       | 유령의 집 소동아띠가 달라졌어요                 | 2017년 1월 24일2017년 1월 31일   | 공인중개사동화책 그림작가(소피), 편집장(스피넬) |
| 13화       | 콘서트를 지켜라                                 | 2017년 2월 7일2017년 2월 14일    | 공연기획자                                      |
| 14화       | 그림 이야기인어 이야기                          | 2017년 2월 21일2017년 2월 28일   | 학예사(큐레이터)해양 구조대                     |
| 15화       | 도전! 애견 훈련                                 | 2017년 3월 7일2017년 3월 19일    | 애견 훈련사                                     |
| 16화       | 모델은 힘들어화려한 변신                        | 2017년 3월 26일                  | 모델제품 디자이너                               |
| 17화       | 인형극이 좋아요                                 | 2017년 4월 9일2017년 4월 16일    | 인형극 연출가(소피)(비비,아띠만 요정으로)       |
| 18화       | 액서서리는 우리에게 맡겨요반지 실종 사건        | 2017년 4월 23일2017년 4월 30일   | 쇼핑 호스트보석 디자이너                        |
| 19화       | 깜짝 파티 소동                                  | 2017년 5월 7일2017년 5월 14일    | 파티 플래너                                     |
| 20화       | 우리 마을을 소개합니다나에게 꼭 맞는 쇼핑       | 2017년 5월 21일2017년 5월 28일   | 여행 가이드쇼핑 도우미                          |
| 21화       | 네 마음을 보여줘목걸이 도둑을 찾아라!           | 2017년 6월 4일2017년 6월 11일    | 미술 치료사과학수사관                           |
| 22화       | 환상의 듀엣                                     | 2017년 6월 18일2017년 6월 25일   | 가수(소피), 매니저(스피넬)                      |
| 23화       | 선생님의 결혼식                                 | 2017년 7월 2일2017년 7월 9일     | 웨딩 플래너                                     |
| 24화       | 향기를 만들어요통역이 필요해요                  | 2017년 7월 16일2017년 7월 23일   | 조향사통역사                                    |
| 25화       | 아이가 된 호크아이                              | 2017년 7월 30일2017년 8월 6일    | 유치원 교사                                     |
| 최종화(26) | 소원을 말해 봐!                                 | 2017년 8월 13일2017년 8월 20일   | 경찰관                                          |

| 회차       | 제목                       | 방송 일자                        | 변신 직업           |
| ---------- | -------------------------- | -------------------------------- | ------------------- |
| 1화        | 핑크빛 스모그를 조심하세요 | 2017년 10월 21일2017년 10월 28일 | 아나운서, 뉴스 앵커 |
| 2화        | 소피는 택배 배달 중        | 2017년 11월 4일2017년 11월 11일  | 택배기사            |
| 3화        | 숲이 들려준 이야기         | 2017년 11월 18일2017년 11월 25일 | 숲 해설가           |
| 4화        | 샤드의 제자들              | 2017년 12월 2일2017년 12월 9일   | TV 리포터           |
| 5화        | 태양이 사라졌다!           | 2017년 12월 16일2017년 12월 23일 | 산악구조대          |
| 6화        | 이상한 돌                  | 2017년 12월 30일2018년 1월 6일   | 문화재 보존 전문가  |
| 7화        | 동물스타 탄생              | 2018년 1월 13일2018년 1월 20일   | 동물 랭글러         |
| 8화        | 별이 된 왕국               | 2018년 1월 27일2018년 2월 3일    | 천문학자            |
| 9화        | 멀구나 왕국의 미로         | 2018년 2월 10일2018년 2월 17일   | 드론 조종사         |
| 10화       | 왕자와 요리사              | 2018년 3월 3일2018년 3월 10일    | 요리사              |
| 11화       | 성을 탈출하라!             | 2018년 3월 17일2018년 3월 24일   | 검투사              |
| 12화       | 비밀의 동굴                | 2018년 3월 31일2018년 4월 7일    | 토목공학자          |
| 13화       | 메이크업 보석을 향하여     | 2018년 4월 14일2018년 4월 21일   | KPOP 안무가         |
| 14화       | 마법의 화장수              | 2018년 5월 5일2018년 5월 12일    | 화장품 연구원       |
| 15화       | 왕비님이 편찮으세요        | 2018년 5월 19일2018년 5월 26일   | 의사                |
| 16화       | 쓰레기 전쟁                | 2018년 6월 2일2018년 6월 9일     | 업사이클링 전문가   |
| 17화       | 멀구나 왕국의 파티         | 2018년 6월 16일2018년 6월 23일   | 가면 디자이너       |
| 18화       | 가면 파티 소동             | 2018년 6월 30일2018년 7월 7일    | 연주자              |
| 19화       | 샤드의 비밀                | 2018년 7월 14일2018년 7월 21일   | 잡지 기사, 카메라맨 |
| 20화       | 스피넬의 위기              | 2018년 7월 28일2018년 8월 4일    | 양궁선수            |
| 21화       | 꿈의 무도회                | 2018년 8월 11일2018년 8월 18일   | 패션디자이너        |
| 22화       | 샤르르마을의 뮤지컬        | 2018년 8월 25일2018년 9월 1일    | 뮤지컬 배우         |
| 23화       | 노래를 돌려주세요          | 2018년 9월 8일2018년 9월 15일    | 국회의원            |
| 24화       | 소피루비 미션완료          | 2018년 9월 22일2018년 9월 29일   | 소방관              |
| 25화       | 모두에게 선물을 (전편)     | 2018년 10월 13일2018년 10월 20일 | 물리치료사          |
| 최종화(26) | 모두에게 선물을 (후편)     | 2018년 10월 27일2018년 11월 3일  | 안전 요원           |

## 등장인물

### 목소리출연
- 루비/소피(성우: 소연)

어록 : 꼬마 왕자에게 수업 및 대청소 장난치지 못하게 
- 꼬마 왕자(성우: 우정신)
- 스피넬 (성우: 김영선) 어록말

시즌1 52회 편 돌이변한 소피가 울면서 말 : 루비 흑흑 
- 아띠/소원요정(성우: 박지윤)

어록
루비가 무슨일 있어서 약간 화를내며 말 
루비 어떻게 된거야 (8화 ~ 18화)
- 비비(성우: 윤미나)
- 하니(성우: 유보라)
- 샤드 (성우: 남도형)
- 비즈(성우: 정미라)
- 샤랄라 공주(성우: 이지현)

코랄 (성우: 우정신)
호크아이 (성우: 남도형)

### 기타
- 장은숙, 장민혁, 김은아, 권지애, 홍범기, 오민혁

## 관련 서적
- 필름북은 서울문화사에서 52화 전체를 7권으로 나누어서 간행했다.
- 그 외에 퍼즐, 색칠북 등도 나오고 있다.

| 이전 - | 제1대 초이락 마법소녀 시리즈 2016년 8월 30일 ~ 2018년 11월 3일 | 다음 티티 체리 |